# Sự cố bắn hạ T-39 năm 1964
Sự cố bắn hạ T-39 năm 1964 xảy ra vào ngày 28 tháng 1 năm 1964, khi một phi cơ không vũ trang của Không quân Hoa Kỳ T-39 Sabreliner trong một nhiệm vụ đào tạo bị bắn rơi ở Erfurt, Đông Đức bởi một chiếc Mikoyan-Gurevich MiG-19 máy bay chiến đấu của Không quân Xô viết. Phi hành đoàn trên máy bay là Trung tá Gerald K. Hannaford, phi cơ trưởng Donald Grant Millard và phi cơ trưởng John F. Lorraine. Cả ba đều chết, trở thành một trong số ít sự kiện được xác nhận thương vong trực tiếp của Mỹ trong Chiến tranh Lạnh ở Châu Âu.

## Bối cảnh
Sau khi chấm dứt chiến sự vào cuối Thế chiến II, một tình huống được gọi là Chiến tranh Lạnh bắt đầu gia tăng giữa Hoa Kỳ, Canada và các quốc gia Tây Âu ở một bên và bên kia là Khối Warszawa. Căng thẳng giữa Hoa Kỳ và Liên Xô được cảm nhận rõ nhất ở các khu vực giáp với Bức màn sắt, nơi đặc biệt giữa Tây Đức và Đông Đức, trong thời gian này, mối quan hệ giữa hai siêu cường được đặc trưng bởi thái độ thù địch, gián điệp và nhiều sự cố dẫn đến mất mạng và thiết bị. Một trong những sự kiện nổi tiếng nhất trong số này là vụ bắn hạ một máy bay do thám Lockheed U-2, được điều khiển bởi Francis Gary Powers, trên vùng trời Liên Xô vào tháng 5 năm 1960.

## Sự kiện
Vào ngày 28 tháng 1 năm 1964, một máy bay huấn luyện phản lực hai động cơ T-39A Sabreliner không vũ trang của Hoa Kỳ, số hiệu 62-4448, thuộc Căn cứ Không quân 7101, rời Wiesbaden, Tây Đức, lúc 14:10 trên một chuyến bay huấn luyện 3 giờ. Trên máy bay, huấn luyện viên có ba người, Đại úy John F. Lorraine và các sinh viên Trung tá Gerald K. Hannaford và Đại úy Donald G. Millard. Lorraine là người hướng dẫn có trình độ, trong khi Hannaford và Millard, cả hai phi công này đều có kinh nghiệm về các loại máy bay khác, đang được đào tạo để đủ điều kiện bay T-39.
Các chuyến bay ổn không có chuyện gì xảy ra cho đến phút 47 từ sau khi cất cánh, radar tại hai trạm phòng không Mỹ nhận thấy rằng các huấn luyện viên bay về vùng trời Đông Đức với vận tốc 500 dặm mỗi giờ (800 km/h). Với hy vọng chuyển hướng T-39 bay trở lại, mỗi trạm bắt đầu phát tín hiệu máy bay trên tần số của Không quân và một ban giám sát của Liên Xô. Các cuộc gọi liên tục đến T-39 không được trả lời. Có vẻ như hệ thống vô tuyến của T-39 đã gặp trục trặc và phi hành đoàn không thể phản hồi.
T-39 bay vào vùng trời Đông Đức. Trong vòng năm phút, hai đốm sáng xuất hiện gần máy bay phản lực Mỹ. Trong 11 phút, các roi trên radar chỉ ra ba chiếc máy bay đang di chuyển về phía đông, sau đó hai đốm sáng đột ngột đi về phía tây và đốm sáng thứ ba biến mất. Nhân sự Mỹ theo dõi chuyến bay T-39 nhưng không thể xác định những gì đã xảy ra, mặc dù sau đó đã có báo cáo rằng người dân ở Vogelsberg, 50 dặm (80 km) từ biên giới, đã nghe súng máy và pháo lửa và đã chứng kiến vụ tai nạn máy bay. Vụ việc được cho là xảy ra lúc 15:14 giờ.
Vào lúc 17:00 giờ ngày 28 tháng 1, Phái đoàn Liên lạc Quân sự Hoa Kỳ (USMLM) tại Berlin đã nhận được một cảnh báo để chờ đợi khả năng tìm kiếm và giải cứu các phi công Mỹ. Đến 18:00 giờ, một đội tìm kiếm rời Berlin đến khu vực Erfurt ở Đông Đức. Vào lúc 19 giờ 15 phút, người đứng đầu USMLM đã gặp gỡ người đồng cấp Liên Xô để yêu cầu giúp đỡ tìm kiếm chiếc máy bay và giải cứu những người sống sót (theo Thỏa thuận Huebner - Malinin).
Lúc 20:00 giờ, một đội tìm kiếm thứ hai rời Berlin. Cũng trong khoảng thời gian này, đội đầu tiên đã đến địa điểm gặp nạn, cách Erfurt 20 kilômét (12 mi) về phía bắc. Đội đầu tiên nhận được báo cáo từ một thường dân Đông Đức rằng một chiếc máy bay Mỹ đã bị rơi, bị đốt cháy, và phi hành đoàn đã chết. Suốt đêm, các đội Mỹ cố gắng tiếp cận máy bay và liên tục gặp lực lượng vũ trang Liên Xô. Các lực lượng này phủ nhận rằng bất kỳ máy bay nào đã bị rơi, và hai đội tìm kiếm của Mỹ đã bị giam giữ một thời gian ngắn trước khi được thả vào lúc 14:00 giờ ngày 29 tháng 1.

## Hậu quả
Đến ngày 29 tháng 1, Bộ Ngoại giao Hoa Kỳ buộc tội Liên Xô đã bắn hạ một chiếc máy bay không vũ trang và gây ra cái chết không cần thiết của ba sĩ quan. Ngoại trưởng Dean Rusk gọi hành động này là "hành động gây sốc và vô nghĩa". Thông qua cơ quan báo chí của Liên Xô là Tass, chính quyền Moscow tuyên bố rằng chiếc máy bay đã xâm nhập lãnh thổ Đông Đức và không phản ứng với tín hiệu, và sau đó là một cảnh báo. Liên Xô cho biết họ bị buộc phải thực hiện biện pháp bắn hạ máy bay Mỹ.
Vào ngày 30 tháng 1, Liên Xô đã đồng ý cho phép nhân viên Hoa Kỳ tiếp cận địa điểm gặp nạn. Điều này xảy ra vào ngày hôm sau và sau đó thi thể của cả ba quân nhân đã được đưa trở lại Hoa Kỳ thông qua căn cứ không quân của Andrew ở Maryland. Tướng Curtis E. LeMay đã tham gia một buổi lễ vinh danh. Xác máy bay cũng đã được phục hồi và được đưa đến Berlin, đến đó vào ngày 1 tháng 2 năm 1964.

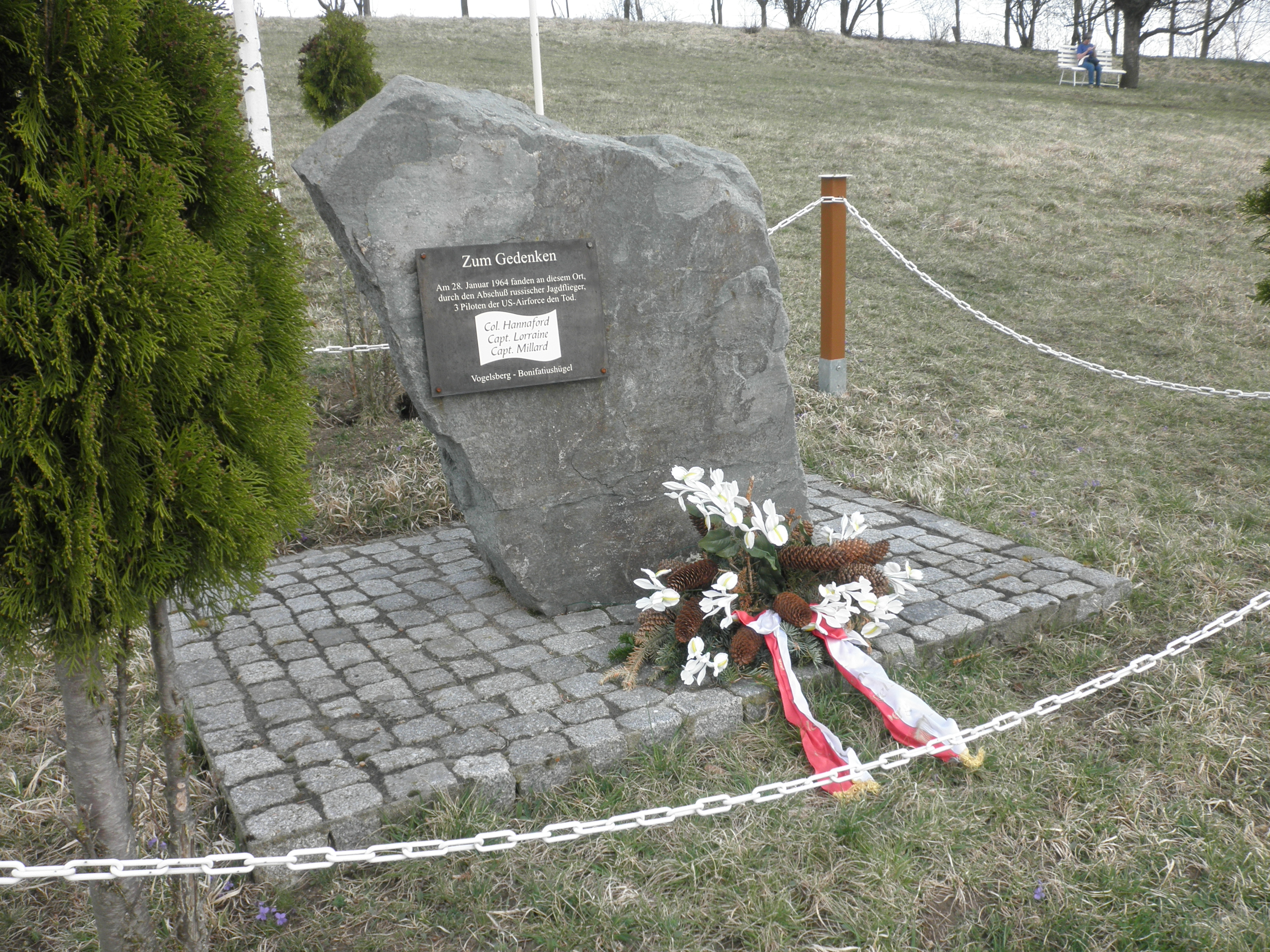
Đài tưởng niệm tại địa điểm gặp nạn gần Vogelsberg

## Tưởng niệm
Cư dân từ thị trấn Vogelsberg gần đó ở Thuringia đã xây dựng một đài tưởng niệm ba phi công bị bắn rơi, vào năm 1998 khi "Bức màn sắt" đã được dỡ bỏ.